# Station Hirano (JR West)
 Station Hirano  (平野駅,  Hirano-eki) is een spoorwegstation in de wijk Hirano-ku in Osaka, Japan. Het wordt aangedaan door de Yamatoji-lijn. Het station heeft drie sporen, gelegen aan één eilandperron en één zijperron.

## Treindienst

### JR West
Naast de drie sporen is er nog een passeerspoor voor treinen richting Tennōji.
| 1   | ■ Yamatoji-lijn | richting Tennōji, JR Namba en Ōsaka |
| 2,3 | ■ Yamatoji-lijn | richting Kashiwara, Ōji en Nara     |

## Geschiedenis
Het station werd in 1989 geopend. In 1973 vond er nabij het station een treinramp plaats, waarbij er drie doden en 149 gewonden vielen.

## Overig openbaar vervoer
Bussen 9A, 10 en  18A

## Stationsomgeving
- Autoweg 25
- Izumiya (supermarkt)
- MaxValu (supermarkt)
- Super Sanko (supermarkt)
- Nitori (meubelzaak)
- Round One (sportcentrum)
- McDonald's
- Yoshinoya (fastfoodketen)
- Dainenbutsu-tempel
- Kumata-schrijn
- Mitsui Sumitomo Bank
- Daily Yamazaki
- 7-Eleven

(Kansai-lijn<<) Kamo · Kizu · Narayama · Nara · Kōriyama · Yamato-Koizumi · Hōryūji · Ōji · Sangō · Kawachi-Katakami · Takaida · Kashiwara · Shiki · Yao · Kyūhōji · Kami · Hirano · Tōbu-Shijō-mae · Tennōji · Shin-Imamiya · Imamiya (>>Osaka-ringlijn) · JR Namba